# 東みよし町立三庄小学校
東みよし町立三庄小学校（ひがしみよしちょうりつ さんしょうしょうがっこう）は、徳島県三好郡東みよし町中庄にある公立小学校。

## 沿革
- 1873年8月 - 中庄と西庄に小学校を創設[1]。
- 1892年9月1日 - 中庄尋常小学校・西庄尋常小学校を合併して三庄尋常小学校を創設[1]。
- 1893年1月 - 三庄尋常高等小学校となる[1]。
- 1941年4月1日 - 三庄国民学校と改称[1]。
- 1947年4月1日 - 三庄小学校と改称[1]。
- 1959年3月31日 - 町村合併で三加茂町となり、三加茂町立三庄小学校と改称[1]。
- 2006年3月1日 - 三好町との合併により、東みよし町立三庄小学校と改称[1]。
- 2011年4月1日 - 東みよし町立絵堂小学校の休校に伴い、絵堂小の児童が当校に転入する[2]。

## 進学先中学校
- 東みよし町立三加茂中学校

## 交通
- JR四国徳島線三加茂駅より約500m